# Західний регіон (Непал)
Західний регіон (неп. पश्चिमाञ्चल विकास क्षेत्र) — колишній регіон Непалу з центром у Покхарі.
Включав три зони:
- Дхаулагірі
- Ґандакі
- Лумбіні

## Географія
Площа регіону становила 29398 км². Населення за даними перепису 2011 року — 4926765 чоловік. Регіон межував зі Середньозахідним регіоном Непалу (на заході), Центральним регіоном (на сході), індійським штатом Уттар-Прадеш (на півдні), і Тибетським автономним районом КНР (на півночі).